# ロラク語
ロラク語は、インドネシアの北スラウェシ州にあるロラク町で話されているフィリピン語群の言語。話者は50人より少ない。

## 引用
1. ↑  Hammarström, Harald; Forkel, Robert; Haspelmath, Martin et al., eds (2016). “Lolak”. Glottolog 2.7. Jena: Max Planck Institute for the Science of Human History
2. ↑  Lobel & Paputungan 2017, pp. 329